# Fausto Tardelli
Fausto Tardelli (Lucca, 5 gennaio 1951) è un vescovo cattolico italiano, dall'8 ottobre 2014 vescovo di Pistoia e dal 14 ottobre 2023 vescovo di Pescia.

## Biografia
Nasce a Lucca, città capoluogo di provincia e sede arcivescovile, il 5 gennaio 1951.

### Formazione e ministero sacerdotale
Entra nel seminario diocesano nel 1964, seguendo tutti gli studi in preparazione al sacerdozio.
Il 29 giugno 1974 è ordinato presbitero dall'arcivescovo di Lucca Giuliano Agresti, che già lo aveva ordinato diacono.
Dopo l'ordinazione sacerdotale, continua a Roma gli studi e fa parte per quattro anni come alunno dell'Almo collegio Capranica. Consegue la licenza in teologia morale e nel 1987 il dottorato presso l'Accademia alfonsiana con una tesi dal titolo "Alterità e etica. La relazione con l'altro e l'impegno etico nelle opere di Emmanuel Levinas". Sempre a Roma, nel biennio 1981-1982 frequenta alcuni corsi di diritto canonico presso la Pontificia Università Lateranense.
Ritornato in diocesi nel 1978, gli viene affidato l'incarico di docente di teologia morale dapprima presso il seminario di Lucca, poi presso lo "studio interdiocesano" di Camaiore, oggi affiliato alla Facoltà teologica dell'Italia Centrale. Nel 1979 è nominato assistente di alcuni gruppi scout di Lucca e dal 1978 al 1992 è assistente del Movimento Studenti di Azione Cattolica. Nel 1983 l'arcivescovo Giuliano Agresti lo nomina vicecancelliere prima, e poi cancelliere della Curia fino al 1993. Ricopre anche l'incarico di assistente diocesano di Azione Cattolica dal 1984 al 1987 e assistente della FUCI fino al 1992.
Nel frattempo, nel 1986 è nominato parroco di San Concordio di Moriano e, nel 1992, parroco di Massarosa. Nel 1994 è l'organizzatore della preparazione del sinodo diocesano, di cui diviene segretario, nel 1996. Nel 1995 è trasferito alla parrocchia di san Pietro Somaldi e san Leonardo, a Lucca, dove rimane fino al 2001, quando è nominato provicario generale dell'arcidiocesi e moderator curiæ. Terminato il sinodo, è nominato vicario episcopale per l'attuazione dei decreti sinodali e in particolare per la realizzazione delle unità pastorali, incarichi che ha ricoperto fino al 2001.

### Ministero episcopale
Il 6 marzo 2004 papa Giovanni Paolo II lo nomina vescovo di San Miniato; succede ad Edoardo Ricci, dimessosi per raggiunti limiti di età. Il 2 maggio successivo riceve l'ordinazione episcopale, nella basilica di San Frediano a Lucca, dall'arcivescovo di Lucca Bruno Tommasi, co-consacranti il suo predecessore Edoardo Ricci e l'arcivescovo metropolita di Pisa Alessandro Plotti. Il 30 maggio prende possesso canonico della diocesi di San Miniato.
Il 3 ottobre 2006 è eletto segretario della Conferenza episcopale toscana, succedendo nell'incarico al vescovo Luciano Giovannetti.
L'8 ottobre 2014 papa Francesco lo nomina vescovo di Pistoia; succede a Mansueto Bianchi, precedentemente nominato assistente ecclesiastico generale dell'Azione Cattolica Italiana. L'8 dicembre prende possesso canonico della diocesi di Pistoia.
Il 14 ottobre 2023 papa Francesco lo nomina anche vescovo di Pescia, unendo così in persona episcopi le diocesi di Pistoia e di Pescia; succede a Roberto Filippini, dimessosi per raggiunti limiti d'età. Il 14 gennaio 2024 prende possesso canonico della diocesi di Pescia.
Ricopre, presso la Conferenza episcopale toscana, la carica di delegato regionale per il laicato, per i problemi giuridici e per i beni culturali e l'edilizia di culto. È, inoltre, priore generale dell'Ordine di Parte Guelfa.

## Genealogia episcopale e successione apostolica
La genealogia episcopale è:
- Cardinale Scipione Rebiba
- Cardinale Giulio Antonio Santori
- Cardinale Girolamo Bernerio, O.P.
- Arcivescovo Galeazzo Sanvitale
- Cardinale Ludovico Ludovisi
- Cardinale Luigi Caetani
- Cardinale Ulderico Carpegna
- Cardinale Paluzzo Paluzzi Altieri degli Albertoni
- Papa Benedetto XIII
- Papa Benedetto XIV
- Papa Clemente XIII
- Cardinale Marcantonio Colonna
- Cardinale Giacinto Sigismondo Gerdil, B.
- Cardinale Giulio Maria della Somaglia
- Cardinale Carlo Odescalchi, S.I.
- Cardinale Costantino Patrizi Naro
- Cardinale Lucido Maria Parocchi
- Papa Pio X
- Papa Benedetto XV
- Papa Pio XII
- Cardinale Eugène Tisserant
- Cardinale Paolo Bertoli
- Arcivescovo Bruno Tommasi
- Vescovo Fausto Tardelli

La successione apostolica è:
- Vescovo Carlo Ciattini (2011)